# Stefan Neuhaus
Stefan Neuhaus (* 26. März 1965 in Wimbern) ist ein deutscher germanistischer Literaturwissenschaftler und seit 2012 Professor für Neuere deutsche Literatur an der Universität Koblenz.

## Leben
Neuhaus studierte von 1986 bis 1991 Germanistik, Journalistik/Kommunikationswissenschaften und Politologie an den Universitäten Bamberg, wo er 1996 auch promoviert wurde und sich 2001 im Fach Neuere deutsche Literaturwissenschaft habilitierte, sowie Leeds. Erstmals als Professor war Neuhaus 1999 an der University of the South in Sewanee tätig. 2003/04 war er Professor für Neuere deutsche Literaturwissenschaft mit Schwerpunkt Kinder- und Jugendliteratur an der Carl von Ossietzky Universität Oldenburg. Er erhielt 2005 die Ehrendoktorwürde der Universität Göteborg. 2004 wurde er nach Innsbruck als Professor für Literaturkritik, Literaturvermittlung und Medien / Angewandte Literaturwissenschaft berufen. 2012 nahm er einen Ruf auf eine W3-Professur für Neuere deutsche Literatur an der Universität Koblenz an. Neben seiner Tätigkeit als Hochschullehrer publiziert Neuhaus regelmäßig bei literaturkritik.de und in der Furche (Wien). Außerdem ist er Mitglied verschiedener germanistischer Gesellschaften. Seit 2003 gibt Neuhaus mit Oliver Jahraus die Reihe Film – Medium – Diskurs im Verlag Königshausen & Neumann (Würzburg) heraus.

## Auszeichnungen
- Ehrendoktorwürde der Universität Göteborg

## Werke
- Freiheit, Ungleichheit, Selbstsucht? Fontane und Großbritannien, Frankfurt am Main 1996.
- Fontane-ABC, Leipzig 1998.
- Das verschwiegene Werk. Erich Kästners Mitarbeit an Theaterstücken unter Pseudonym, Würzburg 2000.
- Revision des literarischen Kanons, Göttingen 2002.
- Literatur und nationale Einheit in Deutschland, Tübingen u. Basel 2002.
- Das Spiel mit dem Leser. Wilhelm Hauff: Werk und Wirkung, Göttingen 2002.
- Sexualität im Diskurs der Literatur, Tübingen u. Basel 2002.
- Literaturkritik. Eine Einführung, Göttingen 2004.
- Martin Walsers Roman „Tod eines Kritikers“ und seine Vorgeschichte(n), Oldenburg 2004.
- Literaturvermittlung, Konstanz 2009.
- Grundriss der Literaturwissenschaft. 5. Aufl., Tübingen u. Basel 2017.
- Grundriss der Neueren deutschsprachigen Literaturgeschichte, Tübingen u. Basel 2017.
- Märchen. 2. Aufl., Tübingen u. Basel 2017.
- Der Krimi in Literatur, Film und Serie. Eine Einführung, Tübingen u. Basel 2021.
- Grundriss des Interpretierens, Tübingen u. Basel 2022.

## Herausgeberschaften
- „Schöne Aussicht auf Gefahr“: Vier Germanisten interpretieren Guntram Vespers Text, Bamberg 1997.
- Erich Kästner: Trojanische Esel. Theater, Hörspiel, Film, München 1998. (Hg. v. Thomas Anz in Zusammenarbeit mit Matthias Springer u. Stefan Neuhaus)
- Ernst Toller und die Weimarer Republik. Ein Autor im Spannungsfeld von Literatur und Politik, Würzburg 1999. (zus. m. Rolf Selbmann u. Thorsten Unger)
- Lyrik lesen! Eine Bamberger Anthologie, Düsseldorf 2000. (zus. m. Oliver Jahraus)
- „Lütte“ und „Wer will unter die Indianer?“ Zwei Kinderbücher von Erich Kästners Freundin Herti Kirchner, Eitorf 2002. (zus. m. Mareike Weber)
- Engagierte Literatur zwischen den Weltkriegen, Würzburg 2002. (zus. m. Rolf Selbmann u. Thorsten Unger)
- Kafkas „Urteil“ und die Literaturtheorie. Zehn Modellanalysen, Stuttgart 2002. (zus. m. Oliver Jahraus)
- Literatur und Journalismus. Theorie, Kontexte, Fallstudien, Opladen 2003. (zus. m. Bernd Blöbaum)
- Der erotische Film. Zur medialen Codierung von Ästhetik, Sexualität und Gewalt, Würzburg 2003. (zus. m. Oliver Jahraus)
- Ludwig Kalisch: Gebunden und Ungebunden, Hannover 2004.
- Der fantastische Film. Geschichte und Funktion in der Mediengesellschaft, Würzburg 2005. (zus. m. Oliver Jahraus)
- „Sag mal, verehrtes Publikum: bist du wirklich so dumm?“ Tucholsky zum Vergnügen, Stuttgart 2006.
- Realistisches Schreiben in der Weimarer Republik, Würzburg 2006. (zus. m. Sabine Kyora)
- Julius Rodenberg: Tag und Nacht in London. Ein Skizzenbuch zur Weltausstellung, Hannover 2007.
- Literatur als Skandal. Fälle – Funktionen – Folgen, Göttingen 2007. (zus. m. Johann Holzner)
- Literatur im Film. Beispiele einer Medienbeziehung, Würzburg 2008.
- Felicitas Hoppe im Kontext der deutschsprachigen Gegenwartsliteratur. Innsbruck 2008. (zus. m. Martin Hellström)
- Digitale Literaturvermittlung. Praxis – Forschung – Archivierung, Innsbruck 2010. (zus. m. Renate Giacomuzzi u. Christiane Zintzen)
- Perspektiven der Literaturvermittlung, Innsbruck 2011. (zus. m. Oliver Ruf)
- Figurationen der Liebe in Geschichte und Gegenwart, Kultur und Gesellschaft, Würzburg 2012.
- Künstliche Menschen. Transgressionen zwischen Körper, Kultur und Technik, Würzburg 2014. (zus. m. Wolf-Andreas Liebert, Dietrich Paulus u. Uta Schaffers)
- Das Komische in der Kultur, Marburg 2015. (zus. m. Hajo Diekmannshenke u. Uta Schaffers)
- Ernst Toller: Sämtliche Werke. Kritische Ausgabe, Göttingen 2015. (zus. m. Dieter Distl et al.)
- Literatur als Lebensform. Eine Sammlung lesebiographischer Essays, Marburg 2016. (zus. m. Lothar Bluhm u. Volker Ladenthin)
- Was wir lesen sollen. Kanon und literarische Wertung am Beginn des 21. Jahrhunderts, Würzburg 2016. (zus. m. Uta Schaffers)
- Nach 1914: Der Erste Weltkrieg in der europäischen Kultur, Würzburg 2017. (zus. m. Michael Braun, Oliver Jahraus u. Stéphane Pesnel)
- Märchen, Stuttgart 2017.
- Ernst Toller: Briefe 1915 – 1939. Kritische Ausgabe. 2 Bände, Göttingen 2018. (zus. m. Martin Gerstenbräun et al.)
- (Off) the beaten track? Normierungen und Kanonisierungen des Reisens, Würzburg 2018. (zus. m. Uta Schaffers u. Hajo Diekmannshenke)
- Buddenbrooks-Handbuch, Stuttgart 2018. (zus. m. Nicole Mattern)
- Das Politische in der Literatur der Gegenwart, Berlin u. Boston 2019. (zus. m. Immanuel Nover)
- Komik im Film, Stuttgart 2019. (zus. m. Michael Braun, Oliver Jahraus u. Stéphane Pesnel)
- Anfangen und Aufhören. Kulturwissenschaftliche Zugänge zum Ersten und Letzten, Paderborn 2019. (zus. m. Petra Weber)
- Effi Briest-Handbuch, Stuttgart 2019.
- Warten. Konstruktionen von langer und kurzer Dauer in der Literatur, Würzburg 2022.
- In den Plural setzen. Marlene Streeruwitz und ihr dramatisches Werk, Baden-Baden 2022.
- Mit Haut und Haar. Die Lyrik und Poetik Ulla Hahns, Baden-Baden 2023.
- Figurationen des Bösen. Ein Kompendium, Würzburg 2023. (zus. m. Werner Moskopp)
- Ludwig Kalisch: Die Wage der Gerechtigkeit. Lustspiel in fünf Akten, Bamberg 2023.
- Handbuch Märchen, Berlin 2023. (zus. m. Lothar Bluhm)
- Kästner-Handbuch. Leben - Werk - Wirkung, Berlin 2023.